# Татарско-Кандызское сельское поселение
Татарско-Кандызское се́льское поселе́ние — муниципальное образование в Бавлинском районе Татарстана Российской Федерации.
Административный центр — село Татарский Кандыз.

## История
Статус и границы сельского поселения установлены Законом Республики Татарстан от 31 января 2005 года № 16-ЗРТ «Об установлении границ территорий и статусе муниципального образования "Бавлинский муниципальный район" и муниципальных образований в его составе».

## Население
| 2010 | 2011 | 2012 | 2013 | 2014 | 2015 | 2016 |
| ---- | ---- | ---- | ---- | ---- | ---- | ---- |
| 933  | ↘930 | ↘885 | ↘875 | ↗876 | ↘845 | ↘835 |
| 2017 | 2018 |      |      |      |      |      |
| ↘816 | ↘801 |      |      |      |      |      |

## Состав сельского поселения
| № | Населённый пункт | Тип населённого пункта       | Население |
| - | ---------------- | ---------------------------- | --------- |
| 1 | Татарский Кандыз | село, административный центр | ↘816      |